# Melchiorre Gioia
Melchiorre Gioia o Gioja (Piacenza, 19 gennaio o 20 settembre 1767 – Milano, 2 gennaio 1829) è stato un economista, filosofo, politico e intellettuale italiano.

## Biografia

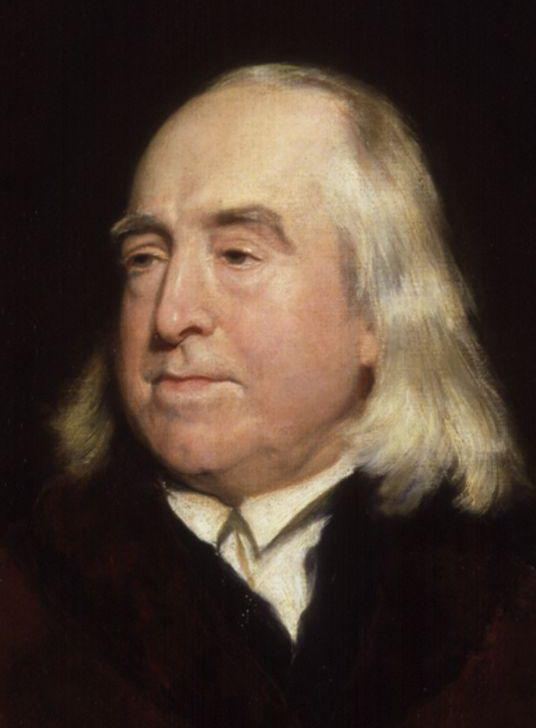
Jeremy Bentham: filosofo e giurista inglese

### Infanzia e studi
Penultimo di cinque figli, Melchiorre Gioja nasce a Piacenza il 20 settembre 1767 da Gaspare, di professione argentiere, e Maddalena Cappellotti; perso prima il padre all'età di 7 anni nel 1773 e la madre sette anni dopo nel 1781, viene affidato alle cure di uno zio materno avvocato che ne è tutore e che amministra gli scarsi averi di Gaspare. Viene inviato al Liceo di S. Pietro di Piacenza (oggi Liceo Melchiorre Gioia) dove cresce studiando latino e lettere e, diciassettenne, viene collocato nel celebre Collegio convitto Alberoniano di San Lazzaro a Piacenza. Qui veste l'abito talare e si dedica agli studi di filosofia, teologia, morale e diritto canonico associato alle istituzioni civili; mantiene tuttavia un orientamento di pensiero tutt'altro che ortodosso tanto in filosofia, per l'influenza dell'utilitarismo di Jeremy Bentham, dell'empirismo di John Locke e del sensismo di Étienne Bonnot de Condillac, quanto in teologia per l'influenza del pensiero di Giansenio. Si licenzia dal Collegio nove anni dopo e si trasferisce a casa del fratello Ludovico, noto negoziante di Piacenza e poi Presidente della Camera di Commercio locale, dove conduce una vita ritirata, frugale e interamente dedita agli studi. Nei pochi anni in cui vive qui viene chiamato ad educare i figli del marchese Paveri-Fontana, occupazione che durò però breve tempo perché Gioia la considererà una distrazione ai propri studi.
Il suo interesse si rivolge ben presto anche alle questioni politiche: nel settembre 1796 vince il concorso bandito dalla Società di Pubblica Istruzione di Milano sul tema Quale dei governi liberi meglio convenga alla felicità d'Italia?, alla quale partecipano 52 concorrenti. La sua dissertazione, in cui sostiene la tesi di un'Italia libera, repubblicana, retta da istituzioni democratiche e basata su comuni elementi geografici, linguistici, storici e culturali, prefigura, come la maggioranza di quelle presentate, l'unità italiana, benché questa tesi non sia gradita ai Francesi che in quel periodo occupano il nord Italia.

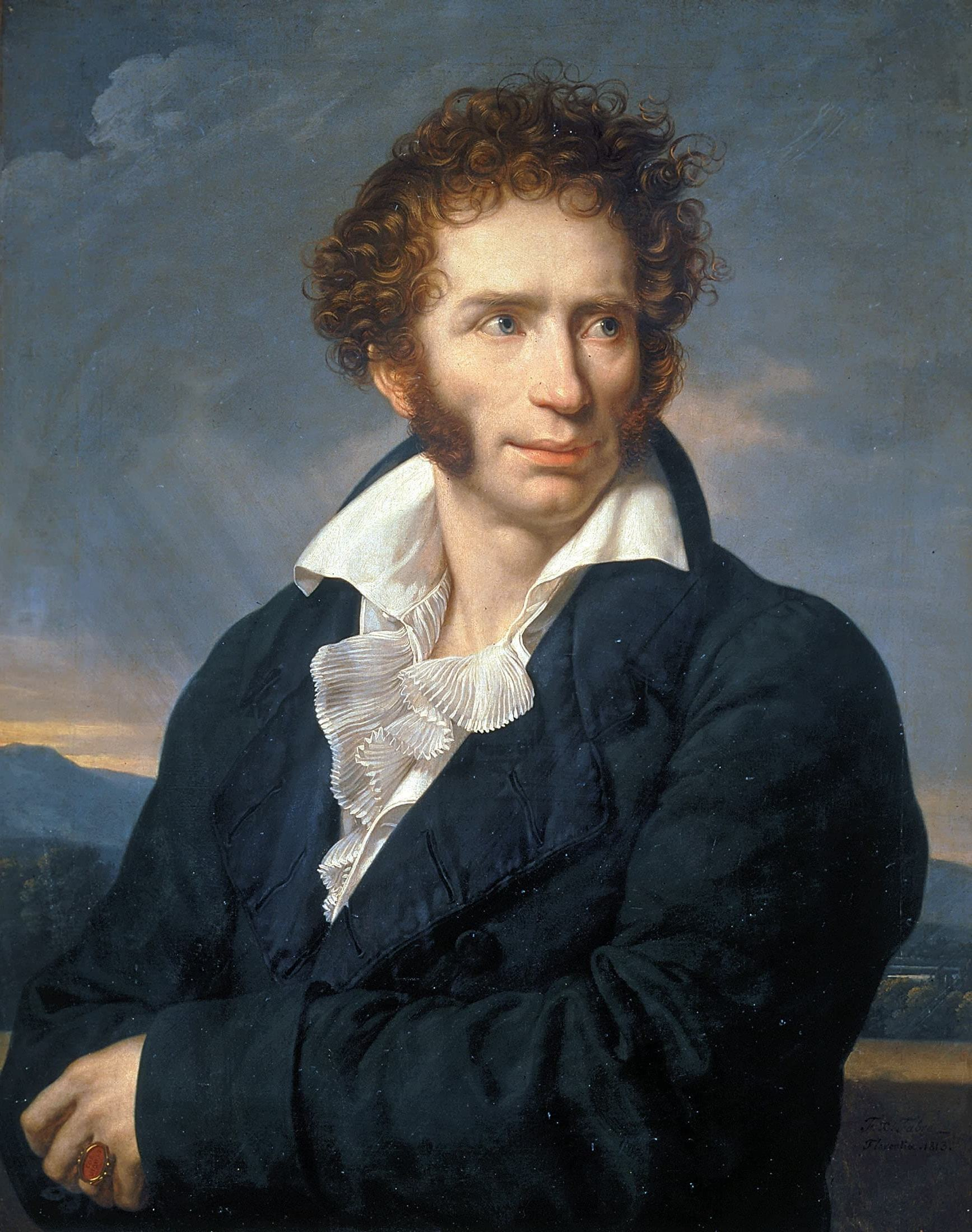
Ugo Foscolo in un ritratto di Fabre

La notizia del premio ricevuto gli giunge però in carcere: nel frattempo Gioia è stato arrestato con l'accusa di aver celebrato a scopo di lucro più di una messa al giorno, anche se sono in realtà le sue idee politiche giacobine a renderlo inviso all'autorità. Gioia viene scarcerato nello stesso anno 1797 grazie, forse, alle pressioni di Napoleone Bonaparte, e ripara a Milano. Il Trattato di Campoformio, con la cessione di Venezia all'Austria da parte della Francia in cambio del riconoscimento austriaco della Repubblica Cisalpina, lo spinge però ben presto a diventare oppositore della Francia stessa.

### Attività: giornalista, storiografo ed economista
Dopo aver rinunciato al sacerdozio, si impegna nella professione giornalistica fondando diverse testate, (Il Monitore Italiano con Ugo Foscolo e Giacomo Breganze, Il Censore, La Gazzetta nazionale della Cisalpina, Il Giornale filosofico politico), stroncate una dopo l'altra dalla rigida censura austriaca per le posizioni sempre più apertamente patriottiche che Gioia stesso ed i suoi collaboratori vi sostengono.
È dalle colonne del Giornale Filosofico Politico che nel 1799 scrive una lettera aperta al duca Ferdinando d'Asburgo-Este, in cui denuncia i danni patiti in carcere nel 1796; nello stesso anno però Jean Victor Marie Moreau viene sconfitto dalle truppe austriache nella Battaglia di Novi e Melchiorre Gioia viene arrestato nuovamente dagli austriaci, per essere scarcerato quattordici mesi dopo, in seguito alla vittoria francese nella Battaglia di Marengo.

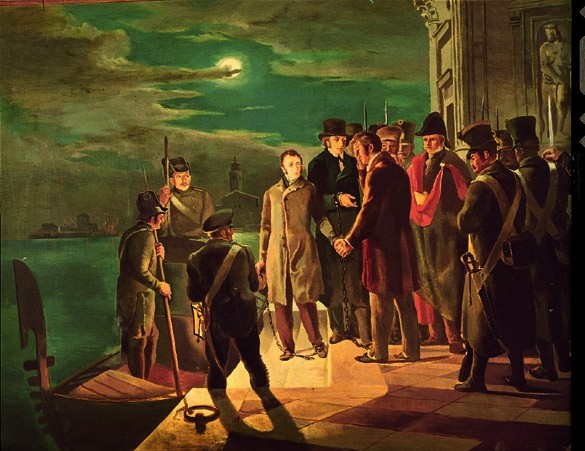
Carlo Felice Biscarra, Museo Civico di Saluzzo: Arresto di Maroncelli e Pellico

Nel 1801 Gioia viene nominato storiografo della Repubblica Cisalpina: l'anno successivo pubblica il trattato Sul commercio de' commestibili e caro prezzo del vitto, ispirato dai tumulti per il rincaro del pane, e Il Nuovo Galateo. Nel 1803 viene rimosso dalla carica per le polemiche seguite alla pubblicazione e alla difesa del suo trattato Teoria civile e penale del divorzio, ossia necessità, cause, nuova maniera d'organizzarla.

### Gli studi di Statistica applicata all'Economia
L'apprezzamento per i suoi solidi e realistici studi di economia e di statistica, ai quali sono prevalentemente rivolti il suo interesse e la sua attività, gli valgono però la nomina nel 1807 alla direzione del nascente Ufficio di Statistica: in questa veste inizia una febbrile attività fatta di studi corredati da tabelle, quadri sinottici, raffronti demografici, causa di nuove e accese polemiche e della rimozione dall'incarico. Tale attività rese Gioia uno dei primi studiosi ad applicare i concetti di Statistica alla gestione economica dei conti pubblici (ad esempio per le tasse, gabelle, e così via).
Precursore di concetti giuridici e medico-legali
Grazie alle sue conoscenze statistiche ed economiche elabora concetti fortemente innovativi per l’epoca che ne fanno il precursore del moderno dibattito giuridico in materia di risarcimento del danno alla persona con una concezione che supera la questione patrimoniale.
Notissima in medicina legale la sua regola del calzolaio, che anticipa il concetto di riduzione della capacità lavorativa specifica:
"...un calzolaio, per esempio, eseguisce due scarpe e un quarto al giorno; voi avete indebolito la sua mano che non riesce più che a fare una scarpa; voi gli dovete dare il valore di una fattura di una scarpa e un quarto moltiplicato per il numero dei giorni che gli restano di vita, meno i giorni festivi.." .
E ancora, seppur meno noti, concetti come:
- "Ne' casi d'indebolimento o distruzione di forze industri, considerando il soddisfacimento come uguale al lucro giornaliero diminuito o distrutto, moltiplicato per la rimanente vita utile dell'offeso, noi restiamo molto al di sotto del valore reale, giacché una forza umana può essere riguardata come Mezzo di sussistenza - Mezzo di godimento - Mezzo di bellezza - Mezzo di difesa
- “Rendendo paralitico, per es., l'altrui braccio destro o la mano, voi togliete al musico il mezzo con cui si procura il vitto divertendo gli altri, al proprietario il mezzo con cui si sottrae alla noia divertendo se stesso, alla donna il mezzo con cui gestisce e porge con grazia, a chiunque il mezzo con cui si schernisce da mali eventuali difendendosi".
Si tratta di principi rivoluzionari per l'epoca, forse frutto di quel particolare mix di cultura che derivava dalla sua formazione che inizia da sacerdote e approda a concezioni rivoluzionarie; è il primo che riesce a prefigurare nell’uomo non solo una sorta di macchina che produce reddito, ma anche un soggetto che attraverso il lavoro realizza la propria personalità.
In Italia oltre un secolo e mezzo dopo, negli anni ottanta del novecento, in sede giuridica inizierà il dibattito sul superamento del risarcimento del mero danno patrimoniale per tener conto degli aspetti relazionali e dinamici della persona riassunti nel concetto di danno biologico. Sul filone di queste tematiche nel 1994 gli veniva intestata a Pisa un'associazione scientifica medico giuridica che raccoglie giuristi, medici legali e assicuratori.

### IlNuovo galateo
Testo fondamentale nella storia dei Galatei, il Nuovo galateo di Gioia fu scritto per contribuire alla civilizzazione del popolo della Repubblica Cisalpina. Il testo conosce ben tre edizioni. La prima, del 1802, si sofferma in particolar modo sulla definizione laica di "pulitezza" intesa come ramo della civilizzazione, arte di modellare la persona e le azioni, i sentimenti, i discorsi in modo da rendere gli altri contenti di noi e di loro stessi. È divisa in tre parti: "Pulitezza dell'uomo privato", "Pulitezza dell'uomo cittadino", "Pulitezza dell'uomo di mondo".
Nella seconda edizione del 1820, Gioia ridimensiona il concetto di "pulitezza" come l'arte di modellare la persona, le azioni, i sentimenti, i discorsi in modo da procurarsi l'altrui stima ed affezione. La vecchia ripartizione è sostituita da: "Pulitezza generale", "Pulitezza particolare" e "Pulitezza speciale".
La terza edizione risale al 1822 dove Gioia, a differenza dell'edizioni precedenti, enfatizza l'importanza del concetto di "ragione sociale", considerato dall'autore il fondamento etico del galateo che avrebbe portato felicità e pace sociale mediante le buone maniere.

### Massoneria
Gioia fu membro della Loggia massonica "Reale Amalia Agusta" di Brescia, che prese il nome dalla moglie del principe Eugenio di Beauharnais,  primo Gran Maestro del Grande Oriente d'Italia, loggia che fu attiva fino al 1814. A lui è intestata la loggia N. 1114 di Piacenza all'obbedienza del Grande Oriente d'Italia.

### Gli ultimi anni dopo la caduta della Repubblica Cisalpina

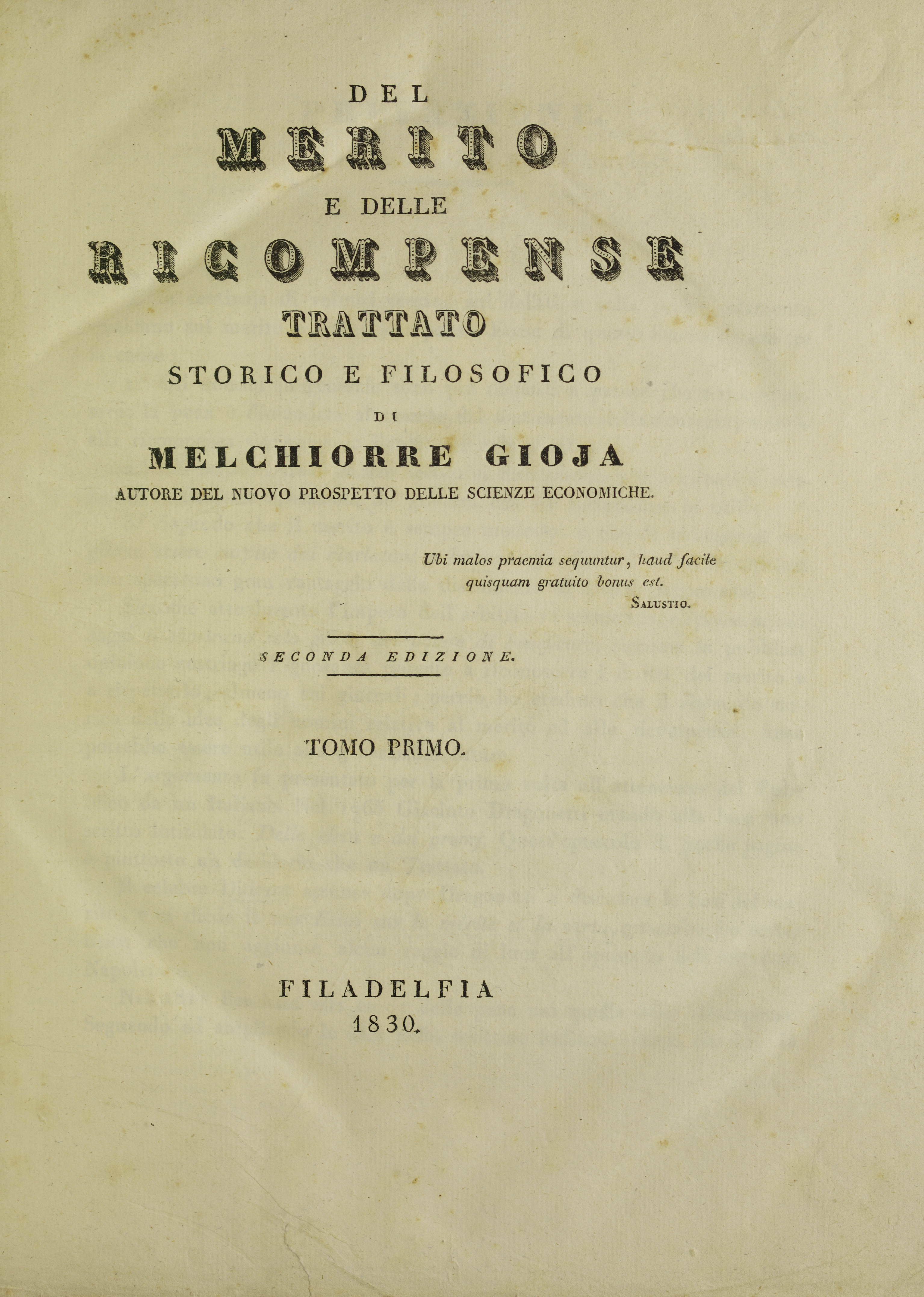
Del merito e delle ricompense, Filadelfia [i.e. Lugano], 1830

Crollato il dominio napoleonico nel 1814, negli anni della Restaurazione Gioia produce le sue opere maggiori: il Nuovo prospetto delle scienze economiche (1815-1819), il trattato Del merito e delle ricompense (1818-1819, dal quale attinge l'opera di Giacinto Dragonetti, Sulle manifatture nazionali (1819), "L'ideologia" (1822): gli ultimi tre libri vengono messi all'Indice e il suo fecondo lavoro è interrotto da un nuovo arresto, dal 19 dicembre 1820 al 10 luglio 1821, con Pietro Maroncelli e Silvio Pellico, per aver cospirato contro l'Austria partecipando alla setta carbonara dei "Federati".
Dopo quest'ultima peripezia, nonostante i sospetti da parte del governo austriaco, Gioia ha finalmente davanti a sé qualche anno di serenità e compone la sua ultima opera, La filosofia della statistica (1826).
Muore a Milano nel 1829, trovando sepoltura nel Cimitero della Mojazza, fuori Porta Comasina (per un periodo di tempo, si pensò erroneamente che il suo corpo fosse stato sepolto presso il vecchio Fopponino di Porta Vercellina): nel 1855 lo scrittore Ignazio Cantù, nel suo Milano, nei tempi antico, di mezzo e moderno: Studiato nelle sue vie; passeggiate storiche ne poteva ancora vedere la lapide tombale redatta in latino e scriveva:

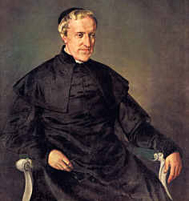
Antonio Rosmini in un dipinto di Hayez

A Milano, sua patria d'adozione, è intitolata la via Melchiorre Gioia, lunga radiale che si snoda dal centro verso la periferia a nord est della città. Nella natale città di Piacenza al Gioia è intitolato il Liceo Classico.

## Le critiche di Antonio Rosmini
L'abate Antonio Rosmini, suo avversario in politica come in religione, lo accusò di pretendere di proporre un nuovo codice morale, fondato su principi palesemente opportunistici, mentre con disinvoltura richiedeva sussidi e regali dai titolari del potere politico per elogiarne le benemerenze nelle proprie pubblicazioni periodiche, e lo dichiarò pubblicamente un "ciarlatano".

## Riconoscimenti
- A Milano, presso il Palazzo di Brera fu inaugurato il 1º giugno 1862 un monumento commemorativo a forma di lapide scolpito da Giovanni Bellora su disegno dell'architetto Marco Amati. Il monumento era originariamente collocato sullo scalone sinistro del cortile dell'Accademia, allora Regio Palazzo di Scienze, Lettere ad Arti[12].

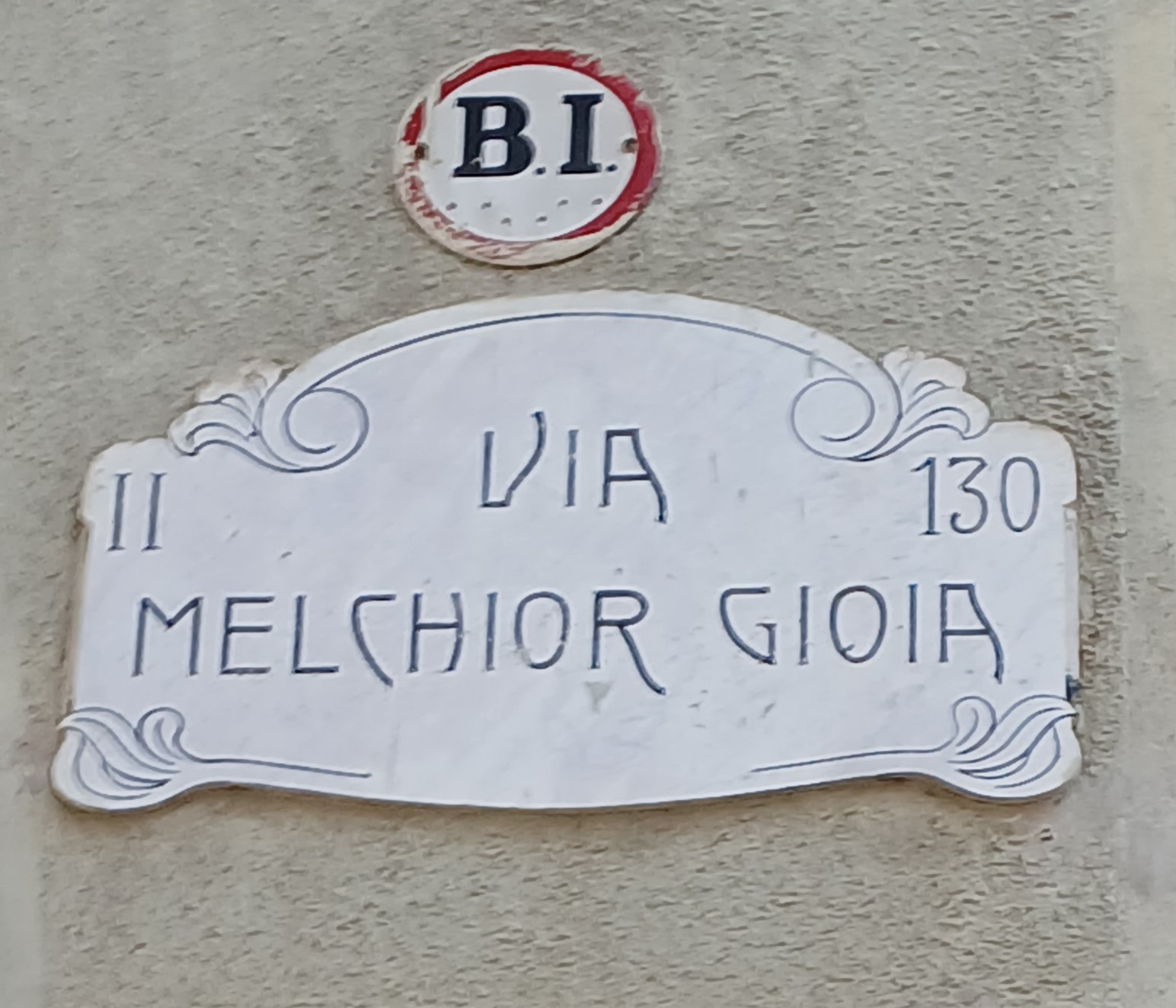
Via Melchior Gioia a Torino

- Il comune di Torino gli intitolò una via nel Quadrilatero Romano.

## Opere
- Melchiorre Gioia, Del merito e delle ricompense, vol. 2, Filadelfia, s.n., 1830.
- Riflessioni sulla rivoluzione. Scritti politici 1798
- Nuovo Galateo 1802
- Il Nuovo prospetto delle scienze economiche 1815-1819
- Melchiorre Gioia, Distribuzione delle ricchezze, Milano, presso Gio. Pirotta in santa Radegonda, 1815.
- Melchiorre Gioia, Produzione delle ricchezze, vol. 2, Milano, presso Gio. Pirotta in santa Radegonda, 1815.
- Melchiorre Gioia, Consumo delle ricchezze, Milano, presso Gio. Pirotta in santa Radegonda, 1816.
- Melchiorre Gioia, Azione governativa sulla produzione, distribuzione, consumo delle ricchezze, vol. 2, Milano, presso Gio. Pirotta in santa Radegonda, 1817. URL consultato il 9 aprile 2019 (archiviato dall'url originale il 13 dicembre 2018).
- Sulle manifatture nazionali 1819
- Dell'ingiuria, dei danni, del soddisfacimento e relative basi di stima avanti i tribunali civili 1821
- l’Ideologia, Milano, Giovanni Pirotta, 1822-1823 (2 vol.)
- Esercizio Logico sugli errori d'ideologia e zoologia ovverosia arte di trar profitto dai cattivi libri dissertazione di Melchiorre Gioja, Milano presso Gio. Pirotta in Santa Radegonda, 1824
- Melchiorre Gioia, Filosofia della statistica, vol. 1, Milano, presso Giovanni Pirotta, 1826.
- Melchiorre Gioia, Filosofia della statistica, vol. 2, Milano, presso Giovanni Pirotta, 1826.